# NGC 3089
NGC 3089 је спирална галаксија у сазвежђу Шмрк (Пумпа) која се налази на NGC листи објеката дубоког неба.
Деклинација објекта је - 28° 19' 52" а ректасцензија 9h 59m 36,6s. Привидна величина (магнитуда) објекта NGC 3089 износи 12,5 а фотографска магнитуда 13,3. Налази се на удаљености од 34,922 милиона парсека од Сунца. NGC 3089 је још познат и под ознакама ESO 435-24, MCG -5-24-14, AM 0957-280, PGC 28882.